# Jacques Limouzy
Jacques Limouzy (29 de agosto de 1926 – Castres, 7 de novembro de 2021) foi um político francês.
Limouzy foi eleito pela primeira vez para a Assembleia Nacional Francesa em 1967 para substituir Antonin Tirefort, que não se candidatou à reeleição. Limouzy perdeu as eleições legislativas de 1969, mas voltou ao cargo em 1973, e mais tarde serviu como deputado de 1975 a 1981 e entre 1986 e 2002.
Limouzy morreu em 7 de novembro de 2021, aos 95 anos de idade, em Castres.